# Atena Parthenos

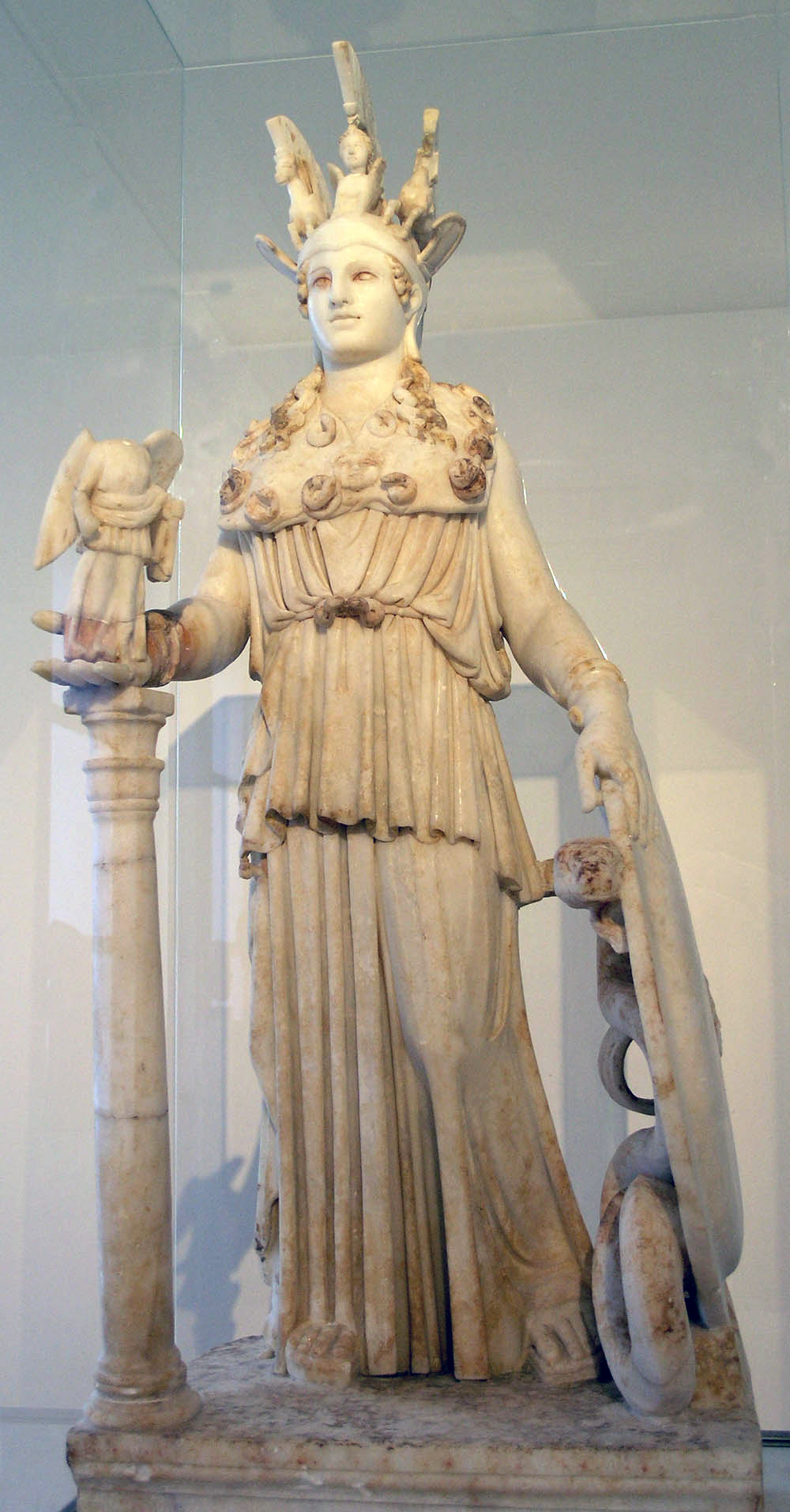
Atena Varvakeion, scultura votiva rinvenuta nei pressi della scuola di Varvakeion riflette il tipo dell'Athena Parthènos restaurata: periodo romano, II secolo d.C. (Museo archeologico nazionale di Atene).

La statua crisoelefantina raffigurante Atena Parthènos (Αθηνά Παρθένος, "Atena la vergine") fu scolpita da Fidia nel 438 a.C., anno in cui raggiunse il culmine della sua fama. Alta oltre 12 metri, era collocata nel naòs del Partenone, tempio principale dell'Acropoli di Atene che proprio da essa prese il nome. Della statua, non pervenutaci, rimangono solo delle copie in scala molto ridotta e qualche raffigurazione su gemma. "Vestita" con lamine d'oro che potevano essere rimosse in caso di guerra, in modo da non essere in difficoltà economica e poter vincere, una volta terminata la guerra  le lamine d'oro venivano ripristinate.

## Storia
Realizzata solo pochi anni prima e con gli stessi materiali della Statua di Zeus a Olimpia, si tramanda che la statua fosse di dimensioni tali che per la sua costruzione occorse oltre una tonnellata d'oro (più precisamente 1137 kg); il costo totale fu di 750 talenti, il corrispondente del salario annuo di 12.750 lavoratori.
La statua è descritta dallo scrittore greco Pausania nel primo libro della sua Periegesi della Grecia (I. 24, 5-7).
La statua - secondo William Bell Dinsmoor - venne danneggiata da un incendio verificatosi all'interno del Partenone poco prima del 165 a.C., ma fu restaurata, troneggiando nel tempio fino al V secolo, quando un altro incendio la distrusse.

## Descrizione
Era alta circa 12,75 metri.
Differentemente dalla Statua di Zeus a Olimpia, realizzata pochi anni dopo da Fidia, in cui il dio era ritratto in posizione seduta e in atteggiamento pacifico, la statua di Atena era ritta in piedi e vestita come una guerriera, indossava un elmo, una corazza pettorale ed era dotata di lancia e scudo.
Dalle piccole copie sopravvissute è possibile ricostruire l'aspetto della statua: sul braccio destro della dea, sostenuto da una colonnetta, si trovava la dea Nike, che simboleggiava le molte vittorie conseguite, mentre il sinistro reggeva una lancia e poggiava su uno scudo, ornato sul lato esterno dalle scene di amazzonomachia e su quello interno da una gigantomachia. Tale scudo aveva un diametro di quattro metri, e nascondeva il serpente Erittonio, sacro ad Atena.
I sandali rappresentavano scene di centauromachia. Le decorazioni della statua riprendevano insomma quelle del fregio del tempio che l'ospitava.
La dea indossava il peplo, contraddistinto da pieghe profonde, chiuso con una decorazione che rappresentava Medusa, e l'egida, lo scudo che spesso è presente nelle sue raffigurazioni, ornato al centro dalla testa di una Gorgone. Sulla testa la dea vestiva un elmo crestato con un cavallo raffigurato sopra di esso. Sui tre cimieri si trovano anche una sfinge, che rappresenta la grande sapienza degli Egizi, e dei grifi alati.
Su una copia dell'Atena Parthenos conservata al Museo nazionale romano è stata ritrovata la firma frammentaria di uno scultore di nome Antioco.

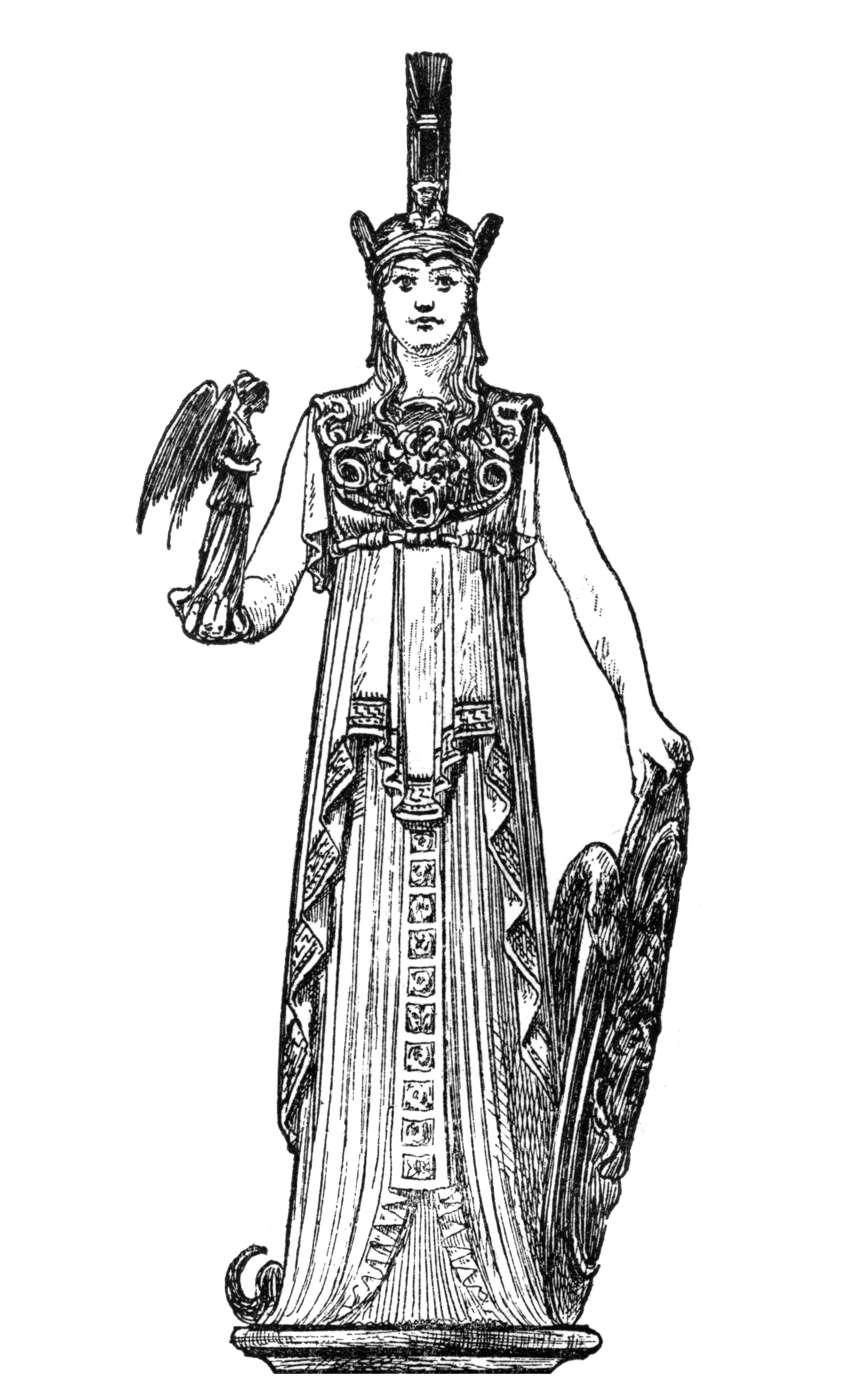
Una illustrazione che ricostruisce l'Athena Parthenos (Harper's Weekly, 6 agosto 1892)
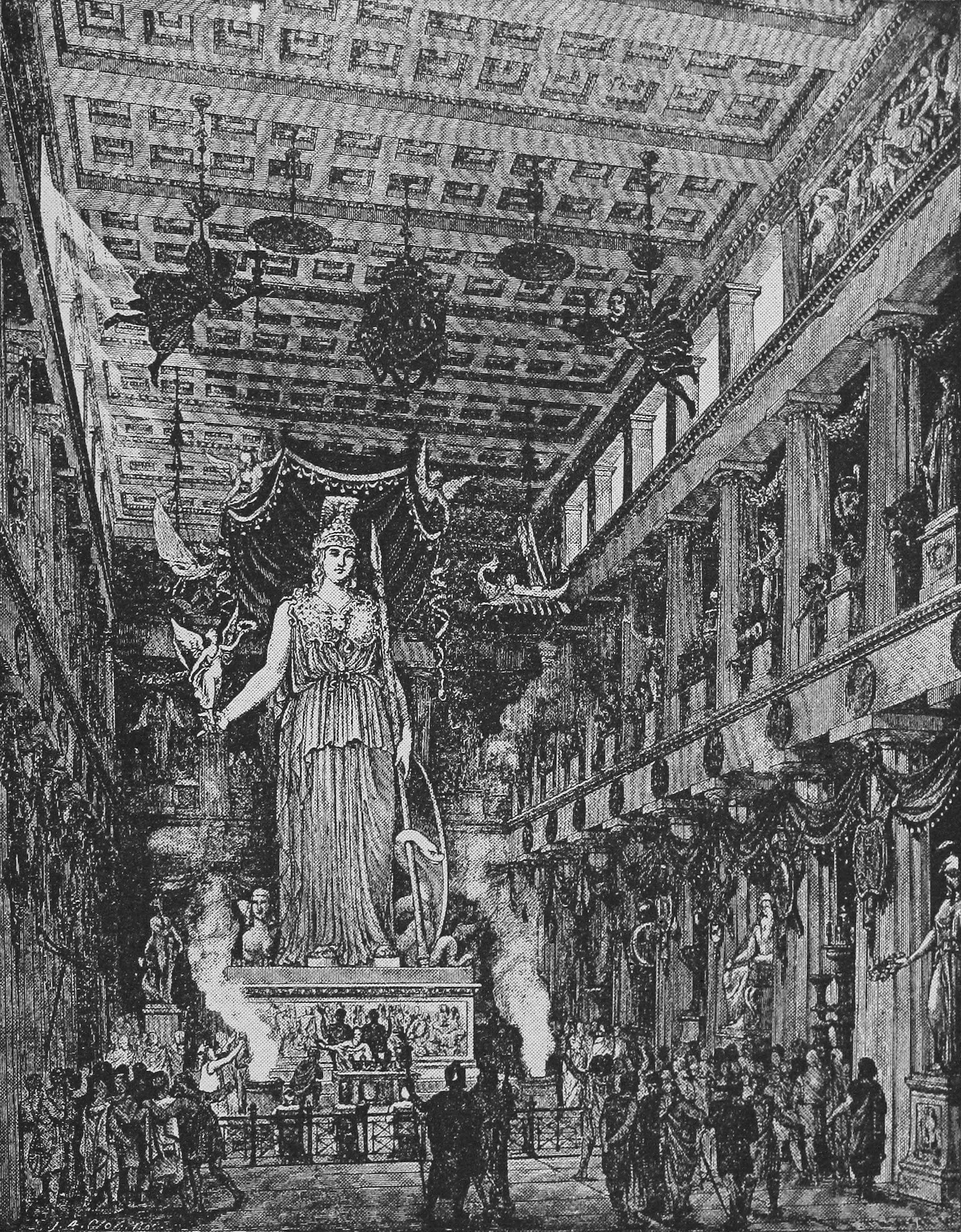
Una illustrazione (1900 circa) di come poteva apparire la statua all'interno del tempio
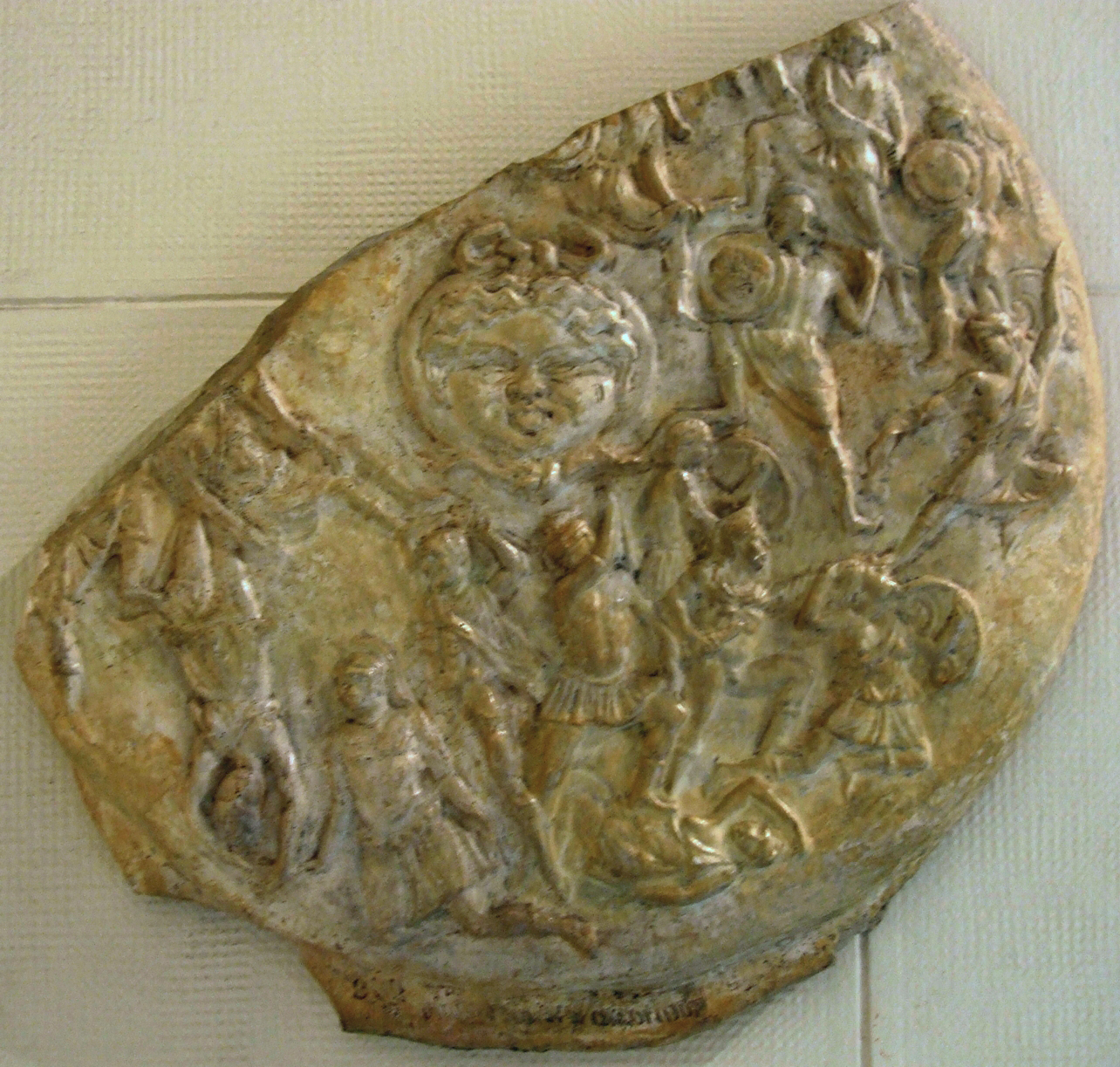
Calco dello "Scudo di Strangford" al British Museum, una copia romana in scala ridotta in marmo del III secolo dello scudo di Atena (Museo Puškin).
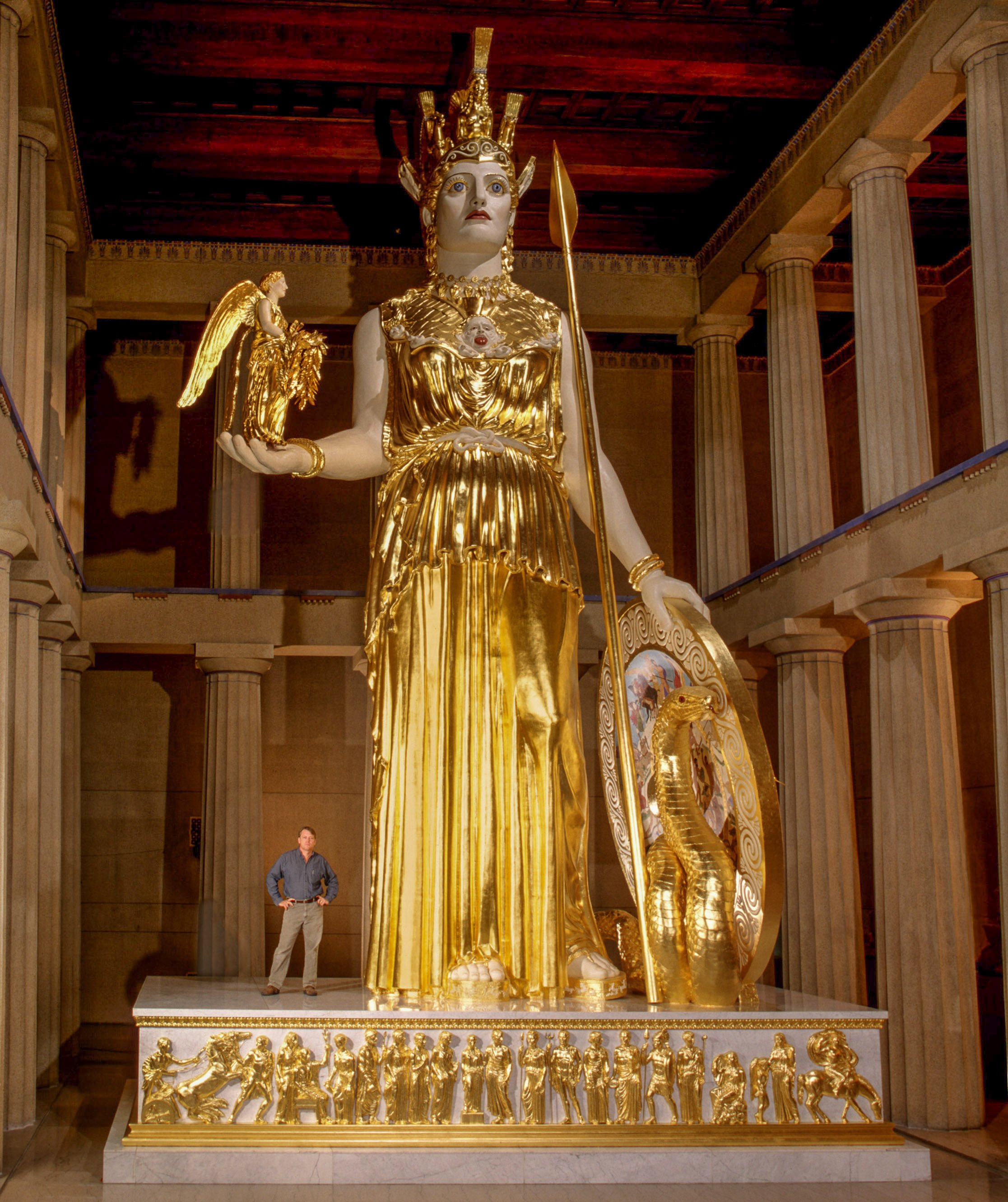
Una replica moderna (1990) della statua alta 13 metri presente nella ricostruzione del Partenone a Nashville